# Diocesi di São Gabriel da Cachoeira
La diocesi di São Gabriel da Cachoeira (in latino: Dioecesis Cachoëirensis) è una sede della Chiesa cattolica in Brasile suffraganea dell'arcidiocesi di Manaus. Nel 2022 contava 102.000 battezzati su 104.000 abitanti. È retta dal vescovo Raimundo Vanthuy Neto, Ist. del Prado.

## Territorio
La diocesi comprende parte dello stato brasiliano di Amazonas nella microregione di Rio Negro, al confine con Venezuela e Colombia.
Sede vescovile è la città di São Gabriel da Cachoeira, dove si trova la cattedrale di San Gabriele.
Il territorio si estende su 294.598 km² ed è suddiviso in 12 parrocchie.

## Storia
La prefettura apostolica di Rio Negro fu eretta il 19 ottobre 1910 ricavandone il territorio dalla diocesi di Amazonas (oggi arcidiocesi di Manaus), e nel 1914 fu affidata alle cure dei missionari salesiani.
Il 1º maggio 1925 in forza della bolla Christianae religionis di papa Pio XI la prefettura apostolica fu elevata a prelatura territoriale; originariamente suffraganea dell'arcidiocesi di Belém do Pará, il 16 febbraio 1952 entrò a far parte della provincia ecclesiastica dell'arcidiocesi di Manaus.
Il 14 novembre 1980 la prelatura territoriale è stata elevata a diocesi e il 21 ottobre 1981, per conformare il nome della diocesi a quello della città episcopale, ha assunto il nome attuale con il decreto Apostolicis sub plumbo litteris della Congregazione per i vescovi.

## Cronotassi dei vescovi
Si omettono i periodi di sede vacante non superiori ai 2 anni o non storicamente accertati.
- Pedro Massa, S.D.B. † (5 aprile 1941 - 13 giugno 1967 ritirato)
- Michele Alagna Foderá, S.D.B. † (13 giugno 1967 - 27 febbraio 1988 ritirato)
- Walter Ivan de Azevedo, S.D.B. † (27 febbraio 1988 succeduto - 23 gennaio 2002 ritirato)
- José Song Sui-Wan, S.D.B. † (23 gennaio 2002 - 4 marzo 2009 dimesso)
- Edson Taschetto Damian (4 marzo 2009 - 8 novembre 2023 ritirato)
- Raimundo Vanthuy Neto, Ist. del Prado, dall'8 novembre 2023

## Statistiche
La diocesi nel 2022 su una popolazione di 104.000 persone contava 102.000 battezzati, corrispondenti al 98,1% del totale.
| anno | popolazione | popolazione | popolazione | presbiteri | presbiteri | presbiteri | presbiteri                | diaconi | religiosi | religiosi | parrocchie |
| anno | battezzati  | totale      | %           | numero     | secolari   | regolari   | battezzati per presbitero | diaconi | uomini    | donne     | parrocchie |
| ---- | ----------- | ----------- | ----------- | ---------- | ---------- | ---------- | ------------------------- | ------- | --------- | --------- | ---------- |
| 1965 | 25.000      | 65.000      | 38,5        | 25         |            | 25         | 1.000                     |         | 26        | 32        | 10         |
| 1970 | ?           | 46.000      | ?           | 20         | 1          | 19         | ?                         |         | 34        | 52        |            |
| 1976 | 27.000      | 35.000      | 77,1        | 23         |            | 23         | 1.173                     |         | 34        | 45        | 9          |
| 1980 | 21.600      | 28.900      | 74,7        | 24         |            | 24         | 900                       |         | 33        | 48        | 9          |
| 1990 | 39.900      | 45.000      | 88,7        | 16         | 1          | 15         | 2.493                     |         | 22        | 43        | 9          |
| 1999 | 45.500      | 55.000      | 82,7        | 20         | 6          | 14         | 2.275                     |         | 25        | 34        | 9          |
| 2000 | 45.000      | 55.000      | 81,8        | 20         | 6          | 14         | 2.250                     |         | 23        | 41        | 9          |
| 2001 | 45.000      | 55.000      | 81,8        | 20         | 6          | 14         | 2.250                     |         | 23        | 37        | 9          |
| 2002 | 52.000      | 55.000      | 94,5        | 21         | 5          | 16         | 2.476                     |         | 24        | 37        | 10         |
| 2003 | 54.000      | 60.000      | 90,0        | 19         | 9          | 10         | 2.842                     |         | 17        | 46        | 10         |
| 2004 | 56.000      | 62.000      | 90,3        | 19         | 10         | 9          | 2.947                     |         | 16        | 41        | 10         |
| 2012 | 96.200      | 97.900      | 98,3        | 25         | 9          | 16         | 3.848                     |         | 17        | 44        | 10         |
| 2017 | 98.540      | 100.360     | 98,2        | 20         | 7          | 13         | 4.927                     |         | 17        | 36        | 10         |
| 2020 | 100.810     | 102.600     | 98,3        | 24         | 11         | 13         | 4.200                     | 1       | 18        | 31        | 11         |
| 2022 | 102.000     | 104.000     | 98,1        | 25         | 12         | 13         | 4.080                     |         | 23        | 31        | 12         |